# Maria Ludovica Costa
Maria Ludovica Costa (Génova, 24 de diciembre de 2000) es una deportista italiana que compite en remo. Ganó una medalla de plata en el Campeonato Mundial de Remo de 2019, en la prueba de dos sin timonel ligero.

## Palmarés internacional
| Campeonato Mundial | Campeonato Mundial   | Campeonato Mundial | Campeonato Mundial     |
| Año                | Lugar                | Medalla            | Prueba                 |
| ------------------ | -------------------- | ------------------ | ---------------------- |
| 2019               | Ottensheim (Austria) | Medalla de plata   | Dos sin timonel ligero |